# Кавказки фронт
 Тази статия е за фронта, част от Близкоизточния театър на ПСВ.  За подразделението на Червената армия от 1917 г. вижте Кавказки фронт (армия).  
Кавказкият фронт е наименование на полето на военни действия от Кавказката и Персийската кампания на руските военни части срещу Османската империя. За руските войски те са отделни театри в Първата световна война.
Първият главнокомандващ на Кавказката армия е Иларион Воронцов-Дашков, а след него главнокомандващ е Николай Юденич.
В началото на Първата световна война Русия разглежда Кавказкия фронт като второстепенен спрямо Източния фронт, където са насочени основните руски ресурси. Крепостта Карс е завзета от Русия през 1877 г. по време на Руско-турската война и стратегическа цел на Османската империя е да си възвърне този район и излаза на Каспийско море.
Една турска офанзива би имала отвличащ ефект за прехвърляне на руски сили от Полша и Галиция и германските военни съветници я одобряват. Германия снабдява турската Трета армия с необходимото снаряжение за битката. Незабавната цел на т.нар. турска Кавказка кампания е да си върне Артвин, Ардахан, Карс и Батуми, а по-дългосрочната – да открие пътя към Тбилиси и да инициира бунт сред кавказките мюсюлмани. Друга турско-германска цел е да се отреже пътя на руснаците към петролните ресурси около Каспийско море.
След като на 2 ноември Русия обявява война на Турция, руските войски пресичат границата с Османската империя в т.нар. офанзива на Бергман (на турски: Bergmann Atağı; на руски: Берхманнский прорыв). Завързват се сражения в направлението Кьоприкьой. На десния фланг под командването на генерал Истомин руснаците настъпват към Олту. На левия фланг казаци под командването на генерал Баратов настъпват към Алашкерт и персийски Азърбайджан, след като форсират река Аракс. Това са кюрдски райони, където турците обявяват мобилизация и формират кюрдска конница. В отговор на руската офанзива турската Трета армия започва контранастъпление. След завързалите се боеве руските войски попадат под заплаха от обкръжение от двата фланга, но получават подкрепления и избягват опасността. Боевете продължават до 29 ноември и в тях руските войски понасят тежки загуби и спират настъплението.
В същото време турците също нахлуват на руска територия. На 5(18) ноември 1914 г. руските войски напускат град Артвин и отстъпват към Батуми. Със съдействието на въстаналите срещу руските власти аджарци цялата Батумска област преминава под турски контрол, с изключение на Михайловската крепост и Горно-Аджарския участък на Батумски окръг, както и град Ардаган от Карска област и значителна част от Ардагански окръг. На окупираните територии турците със съдействието на аджарците извършват масови убийства на арменци и гърци.
След първите сражения, Саръкамъшкият отряд на руската армия се оказва откъснат напред от основните сили. Турското командване решава да се възползва от това и на 22 декември 1914 г., започва настъпление към стратегически разположения Саръкамъш, създавайки тежка ситуация за руските войски. В хода на ожесточените боеве, руснаците успяват да удържат града (на 31 декември турските войски получават заповед за отстъпление), и на свой ред преминават в настъпление на 3 януари 1915 г. Саръкамъшката операция завършва с тежко поражение на 3-та турска армия, която губи 90 000 убити, ранени и пленени, и 60 оръдия.